# Anton Stukenborg
Anton Stukenborg (* 10. Oktober 1830 in Stukenborg; † 24. August 1890 in Vechta) war ein deutscher katholischer Priester und Bischöflicher Offizial des oldenburgischen Teils der Diözese Münster mit Dienstsitz in Vechta.

## Lebensweg
Stukenborg entstammte einer angesehenen und begüterten Bauernfamilie. Er war der Sohn des Zellers Franz Josef Stukenborg und dessen Ehefrau Anna Maria geb. Meyer. Er besuchte das Gymnasium Antonianum Vechta. Nach seinem Abschluss im Herbst 1853 studierte er an der Katholischen Universität Löwen sowie an der Universität Münster Theologie. Am 6. Juni 1850 empfing er dort auch die Priesterweihe. In den folgenden Jahren war er zunächst als Lehrer an der Bürgerschule in Cloppenburg tätig und wechselte Ostern 1861 als Hilfslehrer an das Gymnasium in Vechta. Von 1866 bis 1876 wirkte er auch als Seelsorger in der Strafanstalt Vechta. Von 1870 bis 1876 amtierte Stukenborg daneben auch noch als Sekretär am Bischöflichen Offizialat. Dort erhielt er einen guten Einblick in den Aufgabenbereich der Behörde.
Da er kein philologisches Staatsexamen abgelegt hatte, musste er 1876 aus dem Lehrerkollegium des Gymnasiums ausscheiden und unterrichtete dann von 1876 bis 1887 am Lehrerseminar in Vechta. 1887 wurde er geistlicher Assessor beim Offizialat sowie Mitglied des Katholischen Oberschulkollegiums des Großherzogtums. Am 5. April 1888 wurde er schließlich zum Bischöflichen Offizial ernannt. Bereits bei seiner Amtseinführung litt Stukenborg an einem schweren Magenleiden, an dem er nach nur zweijähriger Amtszeit verstarb. Stukenborgs Nachfolger im Amt als Bischöflicher Offizial wurde Bernhard Grobmeyer.

## Auszeichnungen
Stukenburg wurde mit seiner Ernennung zum Bischöflichen Offizial auch Ehrenkanoniker am Dom zu Münster. Im gleichen Jahr erhielt er außerdem den Titel eines Geheimen Oberkirchenrats.